# Double Zéro
Cet article possède un paronyme, voir Agent zéro zéro.
Pour plus de détails, voir Fiche technique et Distribution.
Double Zéro est un film français réalisé par Gérard Pirès et sorti en 2004.

## Synopsis
La DGSE est sur les dents : un missile vient d'être dérobé et il semblerait qu'il y ait une taupe dans la maison. Pour récupérer l'arme nucléaire (un M51 en bonne et due forme), les dirigeants engagent deux civils aux personnalités particulières : Will et Ben, qui serviront de couverture aux vrais espions. Se sentant investis d'une lourde responsabilité, ils se prennent au jeu, et de Paris à la Jamaïque, ils affrontent le Mâle secondé par la sublime Natty Dreads et son armée de top models.

## Fiche technique
Sauf indication contraire, les informations mentionnées dans cette section peuvent être confirmées par les bases de données cinématographiques IMDb et Allociné,  présentes dans la section « Liens externes ».
- Titre : Double Zéro
- Titre international : French Spies
- Réalisation : Gérard Pirès
- Scénario : Alexandre Coquelle et Matthieu Le Naour sous le pseudonyme commun de Matt Alexander
- Production : Thomas Langmann, Éric Judor et Ramzy Bedia
  - Coproduction : Timothy Burrill
- Producteurs exécutifs : Marc Fontanel, Emmanuel Jacquelin et Jane Robertson
- Consultant à la production : Benoit Ponsaillé
- Sociétés de production : La Petite Reine, 4 Mecs en Baskets Production,  4 Mecs à Lunettes Production, M6 Films, Alma Gate Limited avec la participation de TPS Star
- Budget : 19.82M€[1]
- Musique : Colin Towns et D.J. Maze
- Supervision musicale : Amélie de Chassey, Edouard Dubois et Delphine Mathieu
- Montage : Véronique Lange
- Casting : Nathalie Chéron (ARDA)
- Chef décorateur : Gary Williamson
- Direction artistique : Jean-Michel Hugon
- Effets spéciaux : Philippe Hubin et Jean-Christophe Magnaud
- Cascades : Philippe Guégan, Lionel Vitrant et Pascal Guégan
- Photographie : Denis Rouden (AFC)
- Costumes : Chattoune et Kerry Hirst
- Script : Rachel Corlet
- Décors : Gil Formosa
- Pays d'origine :  France et  Royaume-Uni
- Langues : français et anglais
- Sociétés de distribution : Warner Bros. (France), Continental Films ( Slovaquie), Glob Com Media ( Roumanie), VideoFilmes ( Brésil) et TriPictures ( Espagne)
- Box-office France[2] : 1 942 660 entrées
- Genre : comédie
- Format : couleur - 35 mm anamorphique - Arriflex - Kodak - Eastmancolor - 2.35:1 - lentilles Zeiss - tourné en Super 35 - Aaton Digital - Digital Intermediate (en)
- Postproduction : Laboratoires Eclair
- Durée : 90 minutes
- Attaché de presse : Dominique Segall
- Lieux de tournage[3] : Pinewood Studios, Londres, Paris, Côte d'Azur (Alpes-Maritimes et Studios Riviera à Nice),  Venezuela
- Visa d'exploitation n°107 986
- Dates de sortie : 
  - France : 16 juin 2004
  - Belgique : 30 juin 2004

## Distribution
- Éric Judor : Benoît Rivière, dit « Ben »
- Ramzy Bedia : William Le Sauvage, dit « Will »
- Édouard Baer : le Mâle
- Georgianna Robertson : Natty Dreads
- François Chattot : Bob d'Auckland
- Didier Flamand : Pierre de Franqueville
- Rossy de Palma : le Monocle
- Li Xin : Miss Dan
- Nino Kirtadzé : Maman Mâle
- François Berland : Papa Mâle
- Inna Zobova : Alexandrie Bogdanova
- Elena Soldatova : Alexandra Bogdanova
- Zanna Daskova : Body 1
- Kristina Tsirekidze : Body 2
- Bernard Bloch : lieutenant-colonel Fosse
- Nicky Marbot : Robinson
- Christophe Odent : général Boucher
- Patrick Vo : frère de Miss Dan
- Lionel Abelanski : Système D
- Jean-Baptiste Puech : Paul
- Frédéric Constant : Antoine Fuchs
- Simona Jerabkova : Fleur écran
- Mathieu Delarive : plagiste
- Sian Fairbairn et Chloé Bruce : lieutenants
- Shirley de Oliveira : call-girl
- Luz Chomyszyn : jeune femme room service
- Gregorio Lewis : Jimmy
- Nader Boussandel et Christophe Meynet : gamers
- Patrick Sueur : sous-officier en civil
- Arthur Chazal : le Mâle à 10 ans
- Nadia Anebri, Lea Cartier et Claire Nevers : danseuses
- Stephanie Dare : une serveuse (non créditée)
- Charlotte Day, Lauren Gold, Tanya Robinson et Carly Turnbull : fêtardes (non créditées)

## À noter
- Double Zéro est un remake français du film nord-américain Drôles d'espions réalisé par John Landis (1985) avec Chevy Chase et Dan Aykroyd.
- Les scènes du QG de la DGSE ont été tournées à l'École nationale des ponts et chaussées, à Marne-la-Vallée. Le bâtiment a été conçu par les architectes Chaix & Morel entre 1989 et 1996 sur le campus de la Cité Descartes. La Villa Belrose, hôtel de luxe situé à Gassin, sert également de décor à certaines scènes du film.

## Distinctions
- Bidets d'Or 2005 : Bidet d'Or du couple à l'écran pour Éric Judor et Ramzy Bedia
- NRJ Ciné Awards 2005 : Nomination pour la Meilleure bande-annonce